# Hilde Haider-Pregler
Hilde Haider, geb. Pregler, genannt Hilde Haider-Pregler (* 4. September 1941 in Wien) ist eine österreichische Theaterwissenschafterin und Universitätsprofessorin im Ruhestand am Institut für Theater-, Film- und Medienwissenschaft der Universität Wien.

## Karriere
Haider-Pregler absolvierte ein Studium der Theaterwissenschaft, Germanistik, Romanistik und Philosophie an der Universität Wien und schloss dieses mit der Studie über „Die Geschichte des deutschsprachigen Theaters in Märisch-Ostrau von den Anfängen bis 1944“ ab (Promotion sub auspiciis 1966).
1978 habilitierte sie sich für Theaterwissenschaft und war von 1987 bis zu ihrem Ruhestand Professorin am Institut für Theaterwissenschaft. Von 1998 bis 1999 war sie Institutsvorständin, von 2000 bis 2004 wirkte sie als Vizestudiendekanin der Fakultät für Human- und Sozialwissenschaften der Universität Wien.

## Auszeichnungen
- Förderungspreis der Stadt Wien für Wissenschaft im Jahr 1981
- Grillparzer-Ring im Jahr 2002
- Goldenes Ehrenzeichen für Verdienste um das Land Wien im Jahr 2003 überreicht,
- Österreichisches Ehrenkreuz für Wissenschaft und Kunst im Jahr 2006[4]

## Veröffentlichungen (Auswahl)
- Des sittlichen Bürgers Abendschule. Bildungsanspruch und Bildungsauftrag des Berufstheaters im 18. Jahrhundert (Wien 1980) ISBN 978-3-7141-6552-4
- Stichwort Grillparzer (Grillparzer Forum 1, Wien 1994) ISBN 3-205-05564-0
- Hg. mit Peter Roessler: Zeit der Befreiung: Wiener Theater nach 1945 (Wien 1998) ISBN 3-85452-413-7.
- Hg. mit Beate Reiterer: Verspielte Zeit. Österreichisches Theater der dreißiger Jahre (Wien 1997) ISBN 3-85452-402-1
- Überlebenstheater. Der Schauspieler Reuss (Wien 2001) ISBN 978-3-900518-66-0